# Max Christiansen
Max Christiansen (25 de septiembre de 1996) es un futbolista alemán que juega como centrocampista para el TSV 1860 Múnich de la 3. Liga.

## Carrera

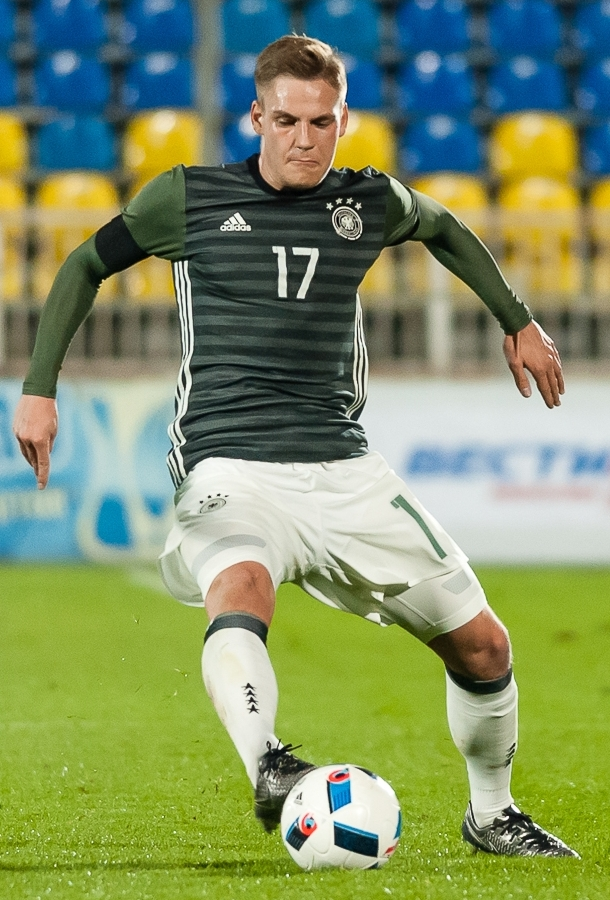
Christiansen jugando para Alemania.

Originario de Flensburgo, Christiansen comenzó a jugar al fútbol con los equipos locales SV Adelby y Flensburg 08. En 2010, a la edad de 13 años, se trasladó a las categorías inferiores del Holstein Kiel, donde permaneció sólo un año, y se unió a la academia de fútbol del Hansa Rostock.
Empezó jugando en los equipos juveniles del Rostock y, finalmente, ascendido al primer equipo, que en ese entonces jugaba en la 3. Liga. Debutó el 29 de marzo de 2014 en un partido en casa contra el Stuttgarter Kickers, jugando 80 minutos como titular. Se convirtió en un habitual en el equipo y atrajo la atención de varios clubes de primera y segunda categoría. En la siguiente pausa de invierno, 2014-15, el Rostock arrastraba enormes dificultades financieras y tuvo que obtener ingresos mediante la venta de jugadores. Christiansen fue transferido al FC Ingolstadt de la 2. Bundesliga por un monto aproximado de 500 000 euros y firmó un contrato de tres años y medio de duración hasta 2018.

## Selección nacional
Christiansen fue el capitán de la selección sub-20 de Alemania. Previamente también capitaneó los equipos sub-19 y sub-17.

### Participaciones en JJ. OO.
| Competición                             | Sede   | Resultado | Partidos | Goles |
| --------------------------------------- | ------ | --------- | -------- | ----- |
| Juegos Olímpicos de Río de Janeiro 2016 | Brasil | Plata     | 2        | 0     |

## Palmarés

### Campeonatos internacionales
| Título           | Equipo                | Sede           | Año  |
| ---------------- | --------------------- | -------------- | ---- |
| Juegos Olímpicos | Selección de Alemania | Río de Janeiro | 2016 |